# Carolina Portaluppi
Carolina Portaluppi Castro (Guayaquil, 1963) es una economista, catedrática y escritora ecuatoriana. A lo largo de su carrera ha estado involucrada en asesorías a organizaciones populares de mujeres y sociales para el desarrollo. Ocupó el cargo de Ministra del Litoral de diciembre de 2007 a octubre de 2008, durante el gobierno de Rafael Correa.
Entre los temas centrales de su obra están la condición femenina, la muerte y el deseo lésbico.

## Trayectoria
Su primera obra fue el poemario Excluidos los signos, que publicó en 1999.
Fue representante de la organización internacional Oxfam en Ecuador, así como cofundadora de la Cooperativa de Ahorro y Crédito Detodas, especializada en la entrega de microcréditos a mujeres.
Durante los primeros meses del gobierno del presidente Rafael Correa, ocupó el cargo de subsecretaria del Ministerio de Economía. En diciembre de 2007 fue nombrada Ministra del Litoral, en reemplazo de Ricardo Patiño, quien pasó a ser Ministro Coordinador de la Política. Durante su tiempo como ministra, tuvo que hacer frente a un intenso temporal de lluvias que afectó a varias provincias de la Región Costa, en particular a Santa Elena, que fue declarada en estado de emergencia.
Portaluppi ocupó el cargo de ministra hasta octubre de 2008, cuando fue a su vez reemplazada por Nicolás Issa Wagner. Tras ello, volvió a ser subsecretaria del Ministerio de Finanzas.
En 2009 publicó un segundo libro de poesía, Dice que no sabe, cuyo título es tomado de un verso de un poema del libro Árbol de Diana, de Alejandra Pizarnik, y cuyo tema principal versa alrededor del miedo a la muerte del amor.
Tiempo después trabajó como directora general de responsabilidad social y vinculación con la comunidad de la Universidad Casa Grande y fue colaboradora del Comité Permanente de Derechos Humanos.

## Obras

### Poesía
- Excluidos los signos (1999)
- Dice que no sabe (2009)